# Liscia (fleuve de Sardaigne)
Pour les articles homonymes, voir Liscia.
Ne pas confondre avec le Liscia, autre fleuve côtier, mais situé en Corse.
Le Liscia est un fleuve côtier du nord de la Sardaigne dans la région historique de la Gallura, dans la province d'Olbia-Tempio. Il coule sur 57 km jusqu'à son estuaire qui fait face à l'archipel de La Maddalena